# Campionati italiani estivi di nuoto 1993
I Campionati italiani estivi di nuoto 1993 si sono svolti a Roma dall'11 al 14 agosto. È stata utilizzata la vasca da 50 metri.

## Podi

### Uomini
| Evento               | Oro                                                                         | Tempo          | Argento                                                  | Tempo        | Bronzo               | Tempo    |
| Stile libero         |                                                                             |                |                                                          |              |                      |          |
| 50 m                 | René Gusperti                                                               | 23"16          | Lorenzo Vitelmi                                          | 23"70        | Luca Giotti          | 23"84    |
| 100 m                | Emanuele Idini                                                              | 51"44          | Luis Alberto Laera                                       | 51"62        | Alessandro Bacchi    | 51"68    |
| 200 m                | Piermaria Siciliano                                                         | 1'51"23        | Emanuele Idini                                           | 1'51"64      | Bruno Zorzan         | 1'52"97  |
| 400 m                | Piermaria Siciliano                                                         | 3'55"11        | Marco Formentini                                         | 3'58"08      | Samuele Pampana      | 3'59"67  |
| 1500 m               | Marco Formentini                                                            | 15'30"39       | Massimiliano Bensi                                       | 15'44"20     | Davide Gioacchino    | 15'44"97 |
| Dorso                |                                                                             |                |                                                          |              |                      |          |
| 100 m                | Emanuele Merisi                                                             | 55"95 - RI     | Luca Bianchin                                            | 57"23        | Mirko Mazzari        | 57"66    |
| 200 m                | Emanuele Merisi                                                             | 1'58"62        | Luca Bianchin                                            | 2'00"95      | Mirko Mazzari        | 2'03"01  |
| Rana                 |                                                                             |                |                                                          |              |                      |          |
| 100 m                | Andrea Cecchi                                                               | 1'03"34        | Fabio Farabegoli                                         | 1'03"64 - RJ | Massimiliano Cagelli | 1'04"45  |
| 200 m                | Fabio Farabegoli                                                            | 2'15"75 - RICJ | Andrea Cecchi                                            | 2'19"34      | Enzo Ziviani         | 2'20"29  |
| Farfalla             |                                                                             |                |                                                          |              |                      |          |
| 100 m                | Luis Alberto Laera                                                          | 53"87 - RI     | Lorenzo Benucci                                          | 56"04        | Giuliano Leone       | 56"35    |
| 200 m                | Dimitri Ricci                                                               | 2'03"05        | Marco Formentini                                         | 2'03"34      | Andrea Oriana        | 2'03"25  |
| Misti                |                                                                             |                |                                                          |              |                      |          |
| 200 m                | Corrado Sorrentino                                                          | 2'06"49        | Lorenzo Benucci                                          | 2'07"38      | Andrea Palloni       | 2'07"85  |
| 400 m                | Stefano Battistelli                                                         | 4'21"07        | Andrea Palloni                                           | 4'27"69      | Dimitri Ricci        | 4'29"09  |
| Staffette            |                                                                             |                |                                                          |              |                      |          |
| 4x100 m stile libero | Fiamme Gialle Emanuele Idini Bruno Zorzan André Gusperti René Gusperti      | 3'28"17        | Sisport Fiat                                             | 3'31"59      | Fiamme Gialle        | 3'32"49  |
| 4x200 m stile libero | Fiamme Gialle Bruno Zorzan Emanuele Idini Bruno Capozzi Piermaria Siciliano | 7'31"68        | Centro Sportivo Carabinieri (Emanuele Merisi 55"91 - RI) | 7'42"87      | Fiamme Gialle        | 7'46"41  |
| 4x100 m mista        | Fiamme Gialle                                                               | 3'48"53        | Centro Sportivo Carabinieri                              | 3'50"09      | Fiamme Gialle        | 3'53"07  |

### Donne
| Evento               | Oro                                                                                      | Tempo   | Argento                    | Tempo   | Bronzo                                                  | Tempo   |
| Stile libero         |                                                                                          |         |                            |         |                                                         |         |
| 50 m                 | Cecilia Vallorini                                                                        | 26"86   | Cecilia Vianini            | 26"88   | Cristina Chiuso                                         | 26"98   |
| 100 m                | Livia Copariu                                                                            | 58"08   | Cecilia Vianini            | 58"13   | Cecilia Vallorini                                       | 58"19   |
| 200 m                | Cecilia Vianini                                                                          | 2'04"27 | Caterina Borgato           | 2'06"17 | Nadia Pautasso                                          | 2'06"40 |
| 400 m                | Lisa Giagnoni                                                                            | 4'18"01 | Linda Fiaschi              | 4'20"55 | Cecilia Vallorini                                       | 4'22"24 |
| 800 m                | Francesca Salvalajo                                                                      | 8'49"44 | Lisa Giagnoni              | 8'50"44 | Valentina Cingi                                         | 8'53"88 |
| Dorso                |                                                                                          |         |                            |         |                                                         |         |
| 100 m                | Lorenza Vigarani                                                                         | 1'03"00 | Francesca Salvalajo        | 1'03"96 | Elena Morgantini                                        | 1'04"69 |
| 200 m                | Lorenza Vigarani                                                                         | 2'12"52 | Francesca Salvalajo        | 2'13"78 | Chiara Giavi                                            | 2'18"26 |
| Rana                 |                                                                                          |         |                            |         |                                                         |         |
| 100 m                | Manuela Dalla Valle                                                                      | 1'11"16 | Elena Donati               | 1'12"99 | Chiara Negrini                                          | 1'13"25 |
| 200 m                | Manuela Dalla Valle                                                                      | 2'33"08 | Elena Donati               | 2'33"23 | Chiara Negrini                                          | 2'39"78 |
| Farfalla             |                                                                                          |         |                            |         |                                                         |         |
| 100 m                | Ilaria Tocchini                                                                          | 1'02"13 | Giulia Gallon              | 1'03"31 | Cinzia Buzzola                                          | 1'04"35 |
| 200 m                | Ilaria Tocchini                                                                          | 2'14"20 | Cinzia Buzzola             | 2'16"09 | Angela Peretti                                          | 2'17"86 |
| Misti                |                                                                                          |         |                            |         |                                                         |         |
| 200 m                | Lara Bianconi                                                                            | 2'19"29 | Roberta Felotti            | 2'22"60 | Alessandra Baldini                                      | 2'24"05 |
| 400 m                | Lara Bianconi                                                                            | 4'57"37 | Roberta Felotti            | 4'59"23 | Valeria Sieve                                           | 5'01"66 |
| Staffette            |                                                                                          |         |                            |         |                                                         |         |
| 4x100 m stile libero | Aurelia Nuoto Chiara Galassi Nisini Laura Trionfetti Copriu Alessandra Baldini           | 3'56"39 | Rari Nantes Calpeda Veneto | 3'58"30 | Rari Nantes Novagas Verona (Cecilia Vianini 57"37 - RC) | 3'58"94 |
| 4x200 m stile libero | Rari Nantes Novagas Verona Masala Roberta Felotti Cecilia Vianini Cora Signoretto        | 8'30"88 | Fiorentina Nuoto           | 8'33"87 | Aurelia Nuoto                                           | 8'36"19 |
| 4x100 m mista        | Rari Nantes Novagas Verona Cecilia Vianini Angela Peretti Chiara Negrini Beatrice Sterza | 4'21"13 | Rari Nantes Florentia      | 4'23"66 | Livorno Nuoto                                           | 4'24"16 |

### Classifiche per società

#### Maschile
| Pos.    | Società | Pti |
| ------- | ------- | --- |
| Oro     |         |     |
| Argento |         |     |
| Bronzo  |         |     |
| 4.      |         |     |
| 5.      |         |     |
| 6.      |         |     |
| 7.      |         |     |
| 8.      |         |     |
| 9.      |         |     |
| 10.     |         |     |

#### Femminile
| Pos.    | Società | Pti |
| ------- | ------- | --- |
| Oro     |         |     |
| Argento |         |     |
| Bronzo  |         |     |
| 4.      |         |     |
| 5.      |         |     |
| 6.      |         |     |
| 7.      |         |     |
| 8.      |         |     |
| 9.      |         |     |
| 10.     |         |     |